# Richie Vernon
Pour les articles homonymes, voir Richie et Vernon.
Pas d'image ? Cliquez ici

a Compétitions nationales et continentales officielles uniquement.

b Matchs officiels uniquement.
Dernière mise à jour le 10 mars 2025.
Richard John Vernon dit Richie Vernon, né le 7 juillet 1987 à Dundee, est un joueur de rugby à XV qui joue avec l'équipe d'Écosse au poste de troisième ligne aile ou centre.

## Biographie
Richie Vernon honore sa première cape en équipe d'Écosse le 14 novembre 2009 contre les Fidji. Le 22 août 2011, il est retenu dans la liste des trente joueurs sélectionnés par Andy Robinson pour disputer la coupe du monde.

## Statistiques en équipe nationale
- 24 sélections (10 fois titulaire, 14 fois remplaçant)
- Sélections par année: 3 en 2009, 3 en 2010, 9 en 2011, 5 en 2012, 4 en 2015
- Tournois des Six Nations disputés : 2011, 2012

En Coupe du monde :
- 2011 : 3 sélections (Roumanie, Argentine, Angleterre)
- 2015 : 2 sélections (Afrique du Sud, Australie)